# حياة اليوم
حياة اليوم أو لعبة الحياة (بالتركية: Hayat Bugün)‏ هو مسلسل تلفزيوني درامي طبي تركي من بطولة أولاش تونا استبه، هازار إيرجوتشلو وهانده دوغان دمير، عرض المسلسل على قناة شو تي في من 19 أكتوبر الى 7 ديسمبر 2022. المسلسل مقتبس من المسلسل الأمريكي أمستردام الجديدة.
تم دبلجة المسلسل إلى العربية باللهجة السورية وعُرض على قناة إم بي سي 4 ومنصة شاهد.[بحاجة لمصدر]

## روابط خارجية
- حياة اليوم على موقع IMDb (الإنجليزية)
- حياة اليوم على موقع قاعدة بيانات الفيلم (الإنجليزية)